# Ribița
Ribița é uma comuna romena localizada no distrito de Hunedoara, na região histórica da Transilvânia. A comuna possui uma área de 73.00 km² e sua população era de 1504 habitantes segundo o censo de 2007.